# Nesocharis
Nesocharis – rodzaj ptaków z podrodziny astryldów (Estrildinae) w rodzinie astryldowatych (Estrildidae).

## Zasięg występowania
Rodzaj obejmuje gatunki występujące w Afryce.

## Morfologia
Długość ciała 8–14 cm; masa ciała 7–13,2 g.

## Systematyka

### Etymologia
Nesocharis: gr. νησος nēsos „wyspa” (tj. Bioko); χαρις kharis, χαριτος kharitos „powab, wdzięk”, od χαιρω khairō „cieszyć się”.

### Podział systematyczny
Do rodzaju należą następujące gatunki:
- Nesocharis shelleyi Alexander, 1903 – obrożniczka kusa
- Nesocharis ansorgei (E. Hartert, 1899) – obrożniczka białoszyja